# Majd Mastoura
Majd Mastoura (in arabo مجد مستورة‎?; Menzel Abderrahmane, 30 aprile 1990) è un attore tunisino.
Alla 66ª edizione del Festival internazionale del cinema di Berlino ha vinto l'Orso d'argento per il miglior attore per la sua interpretazione nel film Hedi.

## Filmografia parziale
- Hedi, regia di Mohamed Ben Attia (2016)
- Un divano a Tunisi (Un divan à Tunis), regia di Manele Labidi Labbé (2019)
- Quattro figlie, regia di Kaouther Ben Hania – documentario (2023)
- Dietro le montagne, regia di Mohamed Ben Attia (2023)
- After, regia di Anthony Lapia (2023)